# Canal de Roubaix

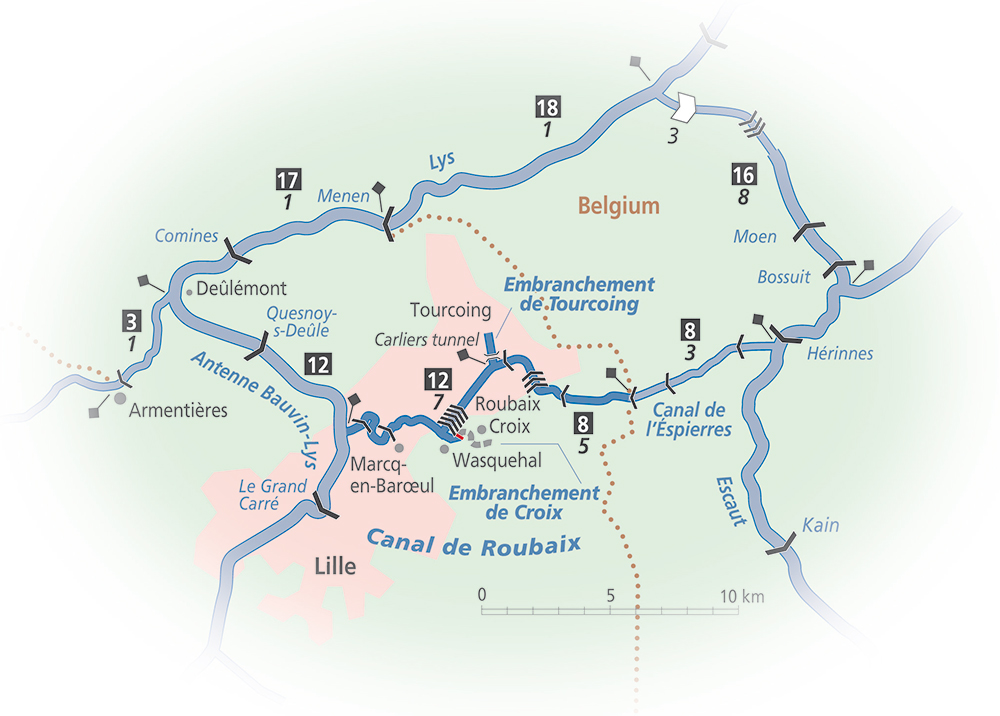
Canal de Roubaix

Het Canal de Roubaix is een kanaal in het Franse Noorderdepartement dat de Deûle via het Spierekanaal met de Schelde verbindt.

## Geschiedenis
De plannen voor het graven van dit kanaal dateren van 1821 en het kanaal werd noodzakelijk geacht voor de toevoer van water en steenkool ten behoeve van de zich in Roubaix en Tourcoing snel ontwikkelende textielindustrie. Het eerste deel van het kanaal begint bij de Deûle en omvat de kanalisatie van een deel van het riviertje de Marque. Dit deel werd geopend in 1831. In 1843 kwam ook de verbinding van Roubaix met de Belgisch-Franse grens gereed. Ook het deel door België naar de Schelde, het Spierekanaal, werd toen opengesteld.
Tussen de twee kanaalgedeelten lag een waterscheiding (tussen Leie en Schelde) en was er een tunnel voorzien, wat echter tot moeilijkheden en vertraging leidde. Daarom werd een alternatief traject gekozen dat meer noordwaarts lag en ook Tourcoing aandeed. In 1877 werd dit noordelijker traject geopend. Een zijtak van dit kanaalgedeelte is het Canal de Tourcoing. Dit kwam in 1893 gereed.
In 1985 werd het kanaal gesloten wegens bouwvallige infrastructuur. Het werd echter gerestaureerd als industrieel erfgoed en in 2010 werd het heropend voor de scheepvaart.
De lengte van het kanaal is 20 km en er zijn 12 sluizen.